# Peter Facinelli
Peter Facinelli, est un acteur américain né le 26 novembre 1973 dans le Queens, à New York (États-Unis).

## Biographie
Peter Facinelli, est né le 26 novembre 1973 dans le Queens, à New York (États-Unis).
Il a grandi au sein d'une famille italo-américaine.
Il apprend son métier d'acteur au sein de l'école du Atlantic Theater Company à New York avec comme professeurs William H. Macy, Felicity Huffman entre autres.

### Vie privée
En 1999, il se fiance avec l'actrice Jennie Garth, qu'il rencontre en 1995 sur le tournage du téléfilm Coeur de vengeance. Le couple se marie le 20 janvier 2001.
Ensemble, ils ont trois filles : Luca Bella (née le 29 juin 1997), Lola Ray (née le 6 décembre 2002) et Fiona Eve (née le 30 septembre 2006).[réf. nécessaire]
En mars 2012, ils ont annoncé qu'ils étaient en procédure de divorce au bout de 16 ans de vie commune et 11 ans de mariage. Leur divorce a été prononcé le 11 juin 2013.
Depuis novembre 2012, Peter est en couple avec l'actrice Jaimie Alexander, qui devient sa fiancée en mars 2015. Le couple annonce sa séparation en février 2016.
Après 3 ans de relation, il se fiance le 1er janvier 2020 à Lily Anne Harrison (fille de l'acteur Gregory Harrison) de 16 ans sa cadette. Le 5 septembre 2022 il accueille son 4e enfant Jack Cooper Facinelli et 1er avec sa compagne Lily Anne.

## Carrière
Il commence sa carrière dans le début des années 1990 avec quelques apparitions dans des téléfilms et guests de séries telles que New York, unité spéciale.
En 1998, il joue dans Big Party aux côtés de Jerry O'Connell ou bien encore Jennifer Love Hewitt.
En 2000, c'est Supernova un film de science-fiction avec James Spader.
Le cinéma lui offre des petits rôles notamment dans Écarts de conduite aux côtés de Drew Barrymore et Brittany Murphy.
En 2002, c'est le film Le Roi Scorpion avec The Rock puis c'est la rencontre avec McG. Il décroche ainsi le rôle de Van Strummer dans la série Fastlane avec Tiffani Thiessen qui se déroule dans le milieu de Los Angeles, des voitures de sport et des enquêtes policières. Faute d'audience, la série se termine au bout d'une seule saison.

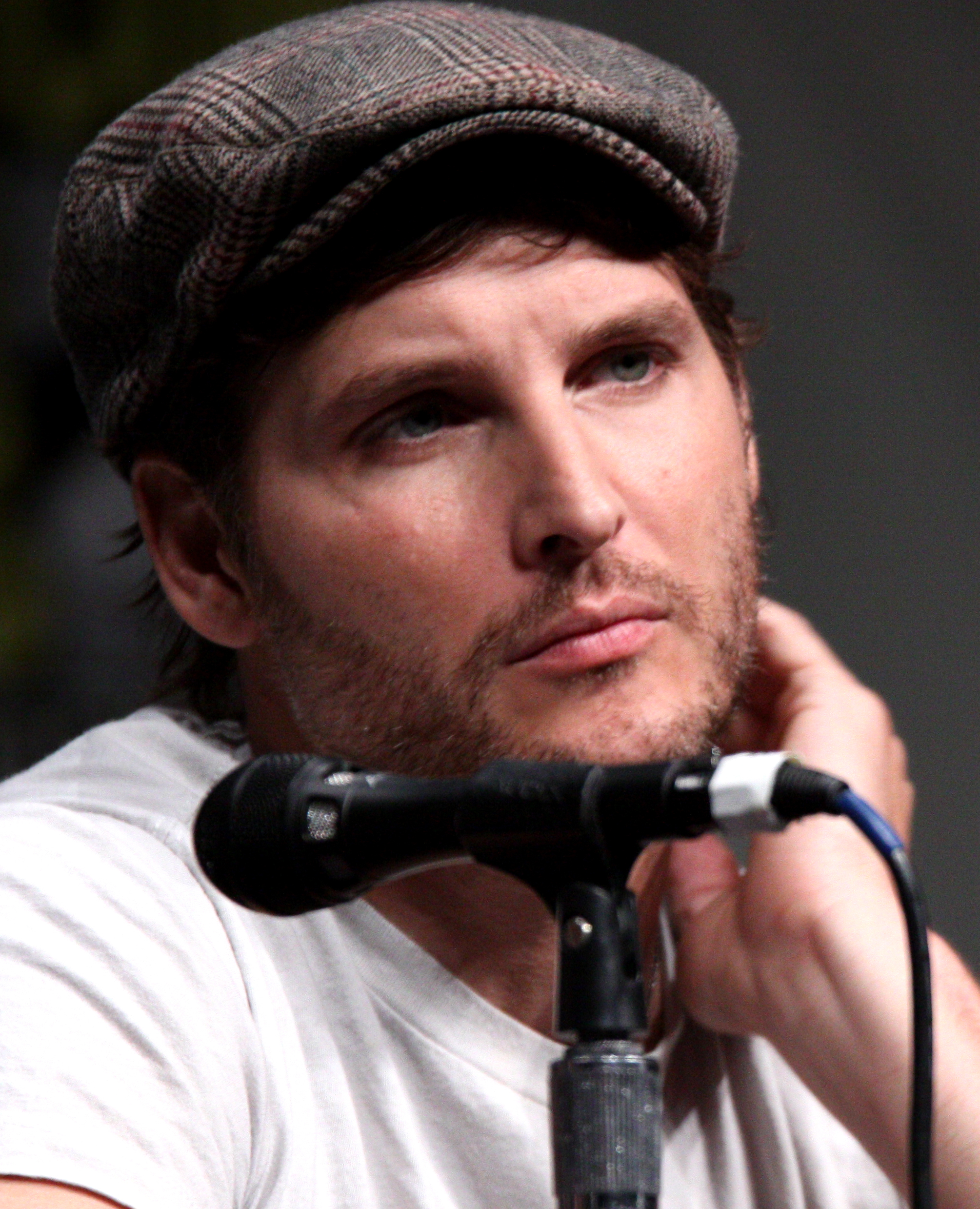
Au Comic- Con de San Diego, en 2012.

En 2004, Peter Facinelli rejoint le casting régulier de Six Feet Under pour la fin de la saison 4 et la saison 5 dans lesquelles il joue pendant 9 épisodes le rôle de Jimmy. Depuis, Peter enchaîne les seconds rôles au cinéma et même les inédits comme Hollow Man 2 dans lequel il donne la réplique à Christian Slater. Dernièrement[Quand ?], il a été retenu pour interpréter au grand écran le rôle de Carlisle Cullen, un vampire, dans la saga fantastique Twilight issue des romans de Stephenie Meyer.

## Filmographie

### Cinéma

#### Longs métrages
- 1995 : Angela de Rebecca Miller : Lucifer
- 1996 : Foxfire d'Annette Haywood-Carter : Ethan Bixby
- 1997 : D'amour et de courage (Touch Me) d'H. Gordon Boos : Bail
- 1998 : Big Party (Can't Hardly Wait) d'Harry Elfont et Deborah Kaplan : Mike Dexter
- 1998 : Welcome to Hollywood d'Adam Rifkin et Tony Markes : un acteur
- 1998 : Telling You (en) de Robert DeFranco : Phil Fazzulo
- 1998 : Dancer, Texas, le rêve de la ville (Dancer, Texas Pop. 81) de Tim McCanlies : Terrell Lee Lusk
- 1999 : The Big Kahuna de John Swanbeck : Bob Walker
- 1999 : Blue Ridge Fall de James Rowe : Danny Shepherd
- 2000 : Supernova de Walter Hill : Karl Larson
- 2000 : Honest de David A. Stewart : Daniel Wheaton
- 2000 : Ropewalk de Matt Brown : Charlie
- 2001 : Séduction fatale (Tempted) de Bill Bennett : Jimmy Mulate
- 2001 : Écarts de conduite (Riding in Cars with Boys) de Penny Marshall : Tommy Butcher
- 2001 : Young Criminals (Rennie's Landing) de Marc Fusco : Alec Nichols
- 2002 : Le Roi Scorpion (The Scorpion King) de Chuck Russell : Takmet
- 2005 : Enfants terribles de Terry Nemeroff : Curtis
- 2006 : Hollow Man 2 de Claudio Fäh : Détective Frank Turner
- 2006 : The Lather Effect de Sarah Kelly : Danny
- 2006 : Arc de Robert Ethan Gunnerson : Paris
- 2008 : Finding Amanda de Peter Tolan : Greg
- 2008 : Twilight, chapitre I : Fascination (Twilight) de Catherine Hardwicke : Dr Carlisle Cullen
- 2009 : Twilight, chapitre II : Tentation (The Twilight Saga : New Moon) de Chris Weitz : Dr Carlisle Cullen
- 2010 : Twilight, chapitre III : Hésitation (Eclipse) de David Slade : Dr Carlisle Cullen
- 2011 : Twilight, chapitre IV : Révélation, 1re partie (The Twilight Saga : Breaking Dawn - Part 1) de Bill Condon : Dr Carlisle Cullen
- 2011 : Run or Die (Loosies) de Michael Corrente : Bobby
- 2012 : Twilight, chapitre V : Révélation, 2e partie (The Twilight Saga : Breaking Dawn - Part 2) de Bill Condon : Dr Carlisle Cullen
- 2013 : The Damned de Víctor García : David Reynolds
- 2013 : Le congélateur avec un sang froid (Freezer) de Mikael Salomon : Détective Sam Gurov
- 2015 : Walter d'Anna Mastro : Jim
- 2017 : Heartthrob de Chris Sivertson : Mr Rickett
- 2017 : The Wilde Wedding de Damian Harris : Ethan
- 2017 : In the Absence of Good Men de Timothy Woodward Jr. : George 'Bugs' Moran
- 2018 : Asher de Michael Caton-Jones : Uziel
- 2019 : Countdown de Justin Dec : Dr. Sullivan
- 2019 : Running with the Devil de Jason Cabell : Numéro Un
- 2020 : The Vanished de lui-même : Rakes
- 2020 : Plus rien à f*** (The F**k-It List) de Michael Duggan : Barry Brooks
- 2021 : 13 Minutes de Lindsay Gossling : Brad
- 2021 : The Ravine de Keoni Waxman : Danny Turner
- 2021 : Catch the Bullet de Michael Feifer : Sheriff Wilkins
- 2025 : The Unbreakable Boy (en) de Jon Gunn : Rick

#### Courts métrages
- 2005 : Chloe de D.W. Brown : Le petit ami
- 2007 : That Guy de Peter Winther : Jack
- 2007 : Lily de Daniel Boneville : L'homme
- 2008 : Reaper de Brian Diederich : Jesus
- 2020 : Famous Adjacent de Lee Cipolla : Flanny

### Télévision

#### Séries télévisées
- 1995 : New York, police judiciaire (Law and Order) : Shane Sutter
- 1995 : The Wright Verdicts : Vincent Costanza
- 2002 - 2003 : Fastlane : Donnovan "Van" Ray
- 2004 - 2005 : Six Feet Under : Jimmy
- 2006 : American Dad! : Miles (voix)
- 2006 : Enemies
- 2007 : Insatiable : Sandy
- 2007 : Damages : Gregory Malina
- 2011 : CollegeHumor Originals : Zan
- 2009 - 2013 : Nurse Jackie : Dr Fitch Cooper
- 2013 : Glee : Mr. Campion
- 2015 : American Odyssey : Peter Decker
- 2015 - 2016 : Supergirl : Maxwell Lord
- 2017 - 2018 : S.W.A.T. : Michael Plank
- 2018 : Magnum (Magnum P.I.) : Gene Curtis / Ivan
- 2019 : FBI : Mike Venutti
- 2022 : Roar : Le 2ème mari

#### Téléfilms
- 1995 : The Price of Love de David Burton Morris : Brett
- 1996 : Cœur de vengeance (An Unfinished Affair) de Rod Hardy : Rick Connelly
- 1996 : La Mort d'un Fils (After Jimmy) de Glenn Jordan : Jimmy Stapp
- 1996 : Avis de coup de vent (Calm at Sunset) de Daniel Petrie : James Pfeiffer
- 2006 : Touch the Top of the World de Peter Winther : Erik Weihenmayer

### Réalisateur
- 2011 : CollegeHumor Originals (série télévisée)
- 2018 : Breaking & Exiting (long métrage)
- 2020 : The Vanished (long métrage)

### Producteur
- 2011 : Pour les yeux de Taylor (Accidentally in Love) (téléfilm)
- 2011 : Run or Die
- 2012 : Jennie Garth: A Little Bit Country (série télévisée)
- 2012 : Luca Bella: Falling (court métrage)
- 2014 : Johnny Frank Garrett's Last Word
- 2020 : The Vanished de lui-même

### Scénariste
- 2011 : Pour les yeux de Taylor (Accidentally in Love) (téléfilm)
- 2011 : Run or Die
- 2013 : El Chico Blanco
- 2020 : The Vanished de lui-même

## Distinctions

### Nominations
- Screen Actors Guild Awards 2005 : Meilleur casting dans une série dramatique pour Six pieds sous terre (partagé avec Lauren Ambrose, Frances Conroy, James Cromwell, Idalis DeLeon, Ben Foster, Sprague Grayden, Rachel Griffiths, Michael C. Hall, Peter Krause, Justina Machado, Freddy Rodríguez, Mathew St. Patrick, Mena Suvari, Justin Theroux)
- Screen Actors Guild Awards 2013 : Meilleur casting dans une série comique pour Nurse Jackie (partagé avec Mackenzie Aladjem, Eve Best, Bobby Cannavale, Jake Cannavale, Edie Falco, Dominic Fumusa, Arjun Gupta, Lenny Jacobson, Ruby Jerins, Paul Schulze, Anna Deavere Smith, Stephen Wallem, Merritt Wever)

### Récompenses
- Indie Gathering Award 2006 : Meilleur acteur pour Arc
- Teen Choice Awards 2010 : Personnalité(s) ayant les fans les plus 'fanatiques' (partagé avec l'ensemble des acteurs de la saga Twilight)

## Voix françaises
En France, Bruno Choël et Cédric Dumond sont les voix françaises les plus régulières de Peter Facinelli. Sébastien Desjours l'a également doublé à trois reprises.